# Hannibal Goodwin

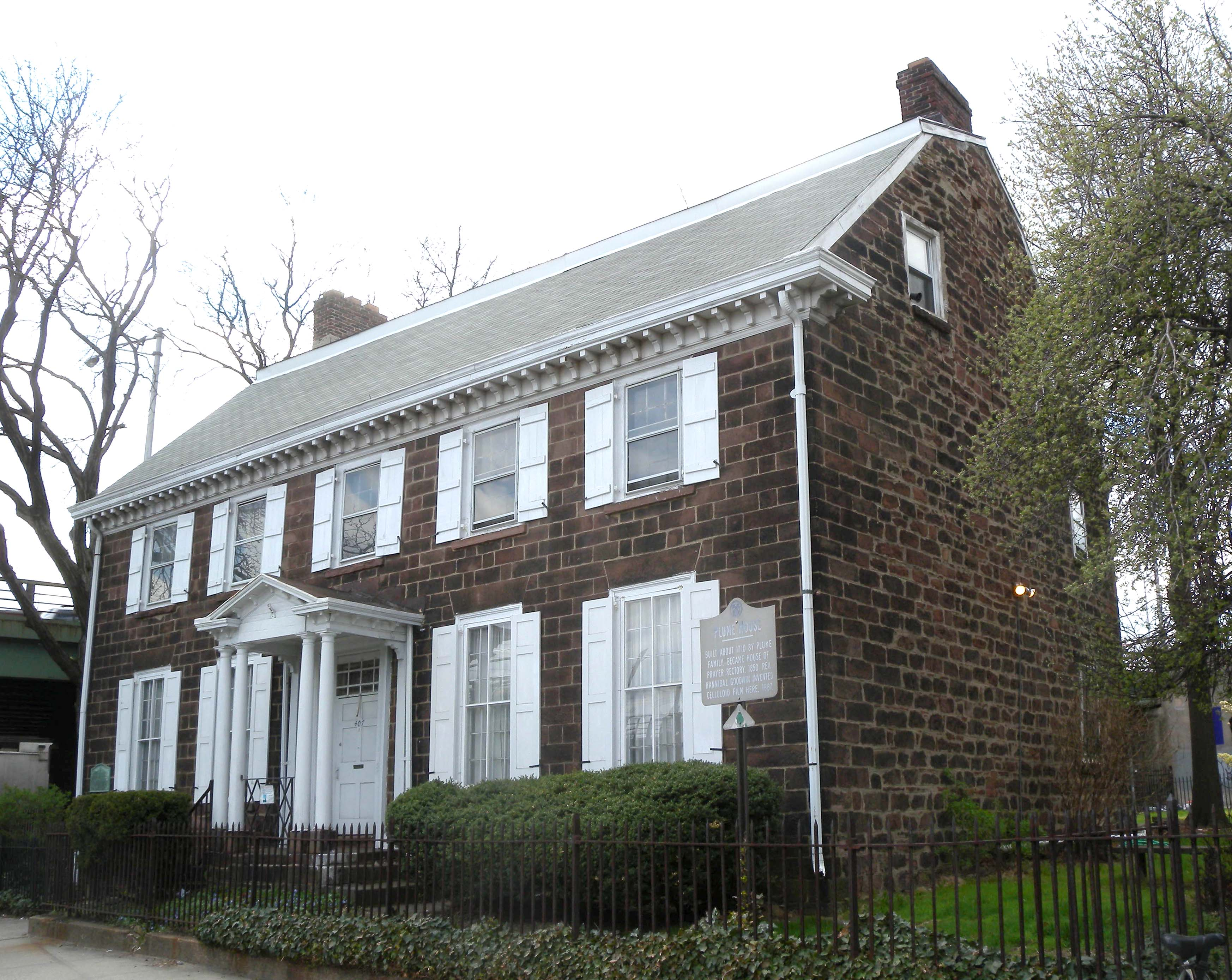
Plume House, edifici on va fer el seu descobriment.

Hannibal Williston Goodwin (21 d'abril de 1822 - 31 de desembre de 1900) va ser un sacerdot episcopal nord-americà que va realitzar recerques en el camp fotogràfic descobrint el primer mètode de fabricació de pel·lícula de cel·luloide pel que és considerat com un dels pioners de la fotografia i el cinema.
Nascut al comtat de Tompkins de l'estat de Nova York va exercir el sacerdoci entre 1867 i 1887 a Newark. Encara que no disposava de formació científica va realitzar 24 invents dels quals en va patentar uns 15. Però el més important va ser un procediment per produir pel·lícula de cel·luloide, cosa que va suposar un avanç bàsic en la producció d'imatges en moviment.
El 2 de maig de 1887 coincidint amb la jubilació en el seu càrrec sacerdotal va fer la presentació del seu invent en una reunió a aquest efecte, no obstant això en sol·licitar la seva patent va entrar en conflicte amb Eastman Kodak que havia començat la producció de la mateixa. Els plets van durar deu anys fins que el 13 de setembre de 1898 li fou concedida amb el número 610861, posteriorment, el 1914, els seus propietaris van obtenir una indemnització de cinc milions de dòlars.
La seva mort es va produir en un accident poc abans que pogués fabricar ell mateix la seva pel·lícula.